# 人智学音楽
人智学音楽（じんちがくおんがく）とは、主にオイリュトミー等の伴奏に使われ、霊界への参入を容易に促すように作曲された音楽の事である。

## 歴史
モーツァルトの「フリーメイソンの為の音楽」や「魔笛」、ワーグナーの「ローエングリン」や「パルシファル」が先駆と言われ、主に秘儀的な音楽を指す。
エリック・サティが薔薇十字団のメンバーを宣言し、『薔薇十字団のファンファーレ』や『天国の英雄的な門への前奏曲』などを作曲している。
アレクサンドル・スクリャービンは、神智学音楽の真髄であり、その序だけでも3時間以上かかる『神秘劇』が源泉とされ、神智学から派生した人智学に思想のみならず音楽の分野でも多大の影響を与える。
ヴィクトル・ウルマンは、1940年にスイスのドルナッハに亡命を試みたがビザが下りず、後にテレジン強制収容所で初演されたオペラ『アトランティスの王』や『アトランティス人の滅亡』等がある。
ルディ・ステファンのオペラ『最初の人類』などもそれに属されると言われる。

### 現在の状況
ドイツではカール＝ロベルト・ウィルヘルム (Karl-Robert Wilhelm) やクリストフ・ペーター (Chiristph Peter) がいたが、前者は優れたピアノの即興演奏のみで譜面と言う形では残っていないので現在CDだけで聴くことができるだけである。次のカールスルーエ音大教授のペーター＝ミヒャエル・リーム (Perter-Michael Riehm)、ジャン・クレープ (Jean Kleeb)、フリードヴァルト・ブリューメ (Friedward Blüme) などが本格的で、エアハルト・カルコシュカなどの一部の音楽も人智学の為に作曲され、主にオイリュトミーの伴奏に使われている。シュトゥットガルトのオイリュトミストのディアーナ・マリア・サグヴォスキーナが主催する『動くオブジェの為のスタジオ』では毎月これらの作曲家たちを集めた定期公演が行われており、大きな運動に発展する余地を残している。
日本ではオイリュトミストの宇佐美陽一（1953年 - ）が日本的な要素も組み込み活発な活動をしているが、藤井喬梓（1959年 - ）の一部の音楽も人智学的と言われている。